# Albert Stahl
Albert Stahl (Arad, 11 gennaio 1999) è un calciatore rumeno, centrocampista del Bihor Oradea.

## Caratteristiche tecniche
È un esterno destro.

## Carriera
Cresciuto nel settore giovanile dell'UTA Arad, debutta in prima squadra il 20 agosto 2016 giocando l'incontro di Liga II vinto 3-0 contro il Dacia Unirea Brăila; il 14 maggio seguente segna la sua prima rete nell'ampia vittoria per 6-0 contro l'Acad. Clinceni. Il 18 luglio 2019 viene acquistato a titolo definitivo dall'Astra Giurgiu, con cui fa il suo esordio nella prima divisione rumena.

## Statistiche

### Presenze e reti nei club
Statistiche aggiornate al 18 gennaio 2021.
| Stagione             | Squadra              | Campionato           | Campionato | Campionato | Coppe nazionali | Coppe nazionali | Coppe nazionali | Coppe continentali | Coppe continentali | Coppe continentali | Altre coppe | Altre coppe | Altre coppe | Totale | Totale |
| Stagione             | Squadra              | Comp                 | Pres       | Reti       | Comp            | Pres            | Reti            | Comp               | Pres               | Reti               | Comp        | Pres        | Reti        | Pres   | Reti   |
| -------------------- | -------------------- | -------------------- | ---------- | ---------- | --------------- | --------------- | --------------- | ------------------ | ------------------ | ------------------ | ----------- | ----------- | ----------- | ------ | ------ |
| 2016-2017            | UTA Arad             | L2                   | 8+2        | 1+0        | CR+CdL          | 0               | 0               |                    | -                  | -                  |             | -           | -           | 10     | 1      |
| 2017-2018            | UTA Arad             | L2                   | 30         | 1          | CR              | 1               | 2               |                    | -                  | -                  |             | -           | -           | 31     | 3      |
| 2018-2019            | UTA Arad             | L2                   | 16         | 0          | CR              | 0               | 0               |                    | -                  | -                  |             | -           | -           | 16     | 0      |
| Totale UTA Arad      | Totale UTA Arad      | Totale UTA Arad      | 56         | 2          |                 | 1               | 2               |                    | -                  | -                  |             | -           | -           | 57     | 4      |
| 2019-2020            | Astra Giurgiu        | L1                   | 13         | 0          | CR              | 2               | 0               |                    | -                  | -                  |             | -           | -           | 15     | 0      |
| 2020-2021            | Astra Giurgiu        | L1                   | 12         | 1          | CR              | 1               | 0               |                    | -                  | -                  |             | -           | -           | 13     | 1      |
| Totale Astra Giurgiu | Totale Astra Giurgiu | Totale Astra Giurgiu | 25         | 1          |                 | 3               | 0               |                    | -                  | -                  |             | -           | -           | 28     | 1      |
| Totale carriera      | Totale carriera      | Totale carriera      | 81         | 3          |                 | 4               | 2               |                    | -                  | -                  |             | -           | -           | 85     | 5      |